# Історичні регіони Грузії

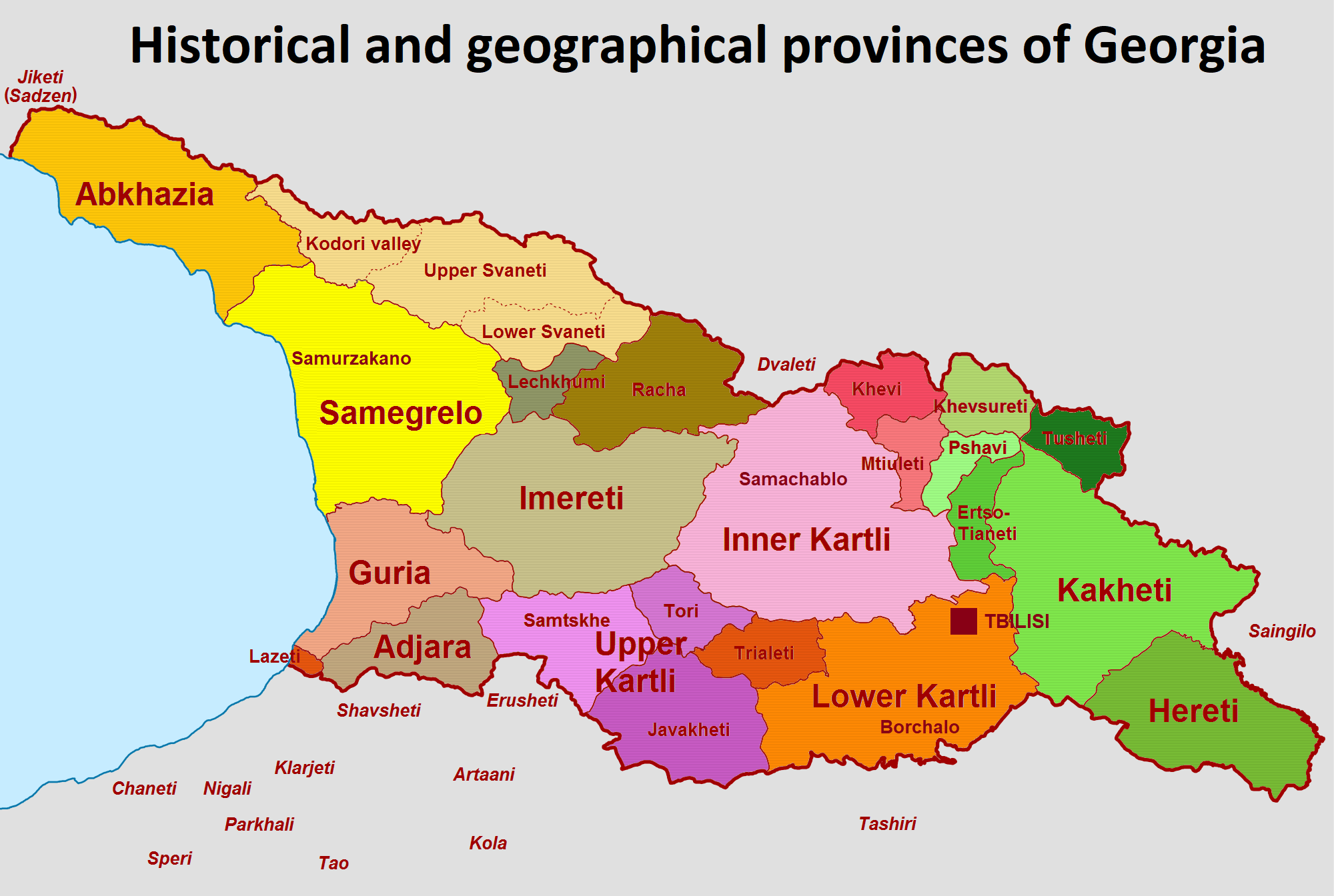
Карта історичних регіонів Грузії.

Історичні регіоні Грузії, їх розташування і основні населені пункті
| Назва                           | Карта | Міста/селища     |
| ------------------------------- | ----- | ---------------- |
| Абхазія                         |       | Сухумі           |
| Аджарія                         |       | Батумі           |
| Гурія                           |       | Озургеті         |
| Джавахетія                      |       | Ахалкалакі       |
| Імереті                         |       | Кутаісі          |
| Картлі                          |       | Тбілісі          |
| Квемо-Картлі (Ніжня Картлія)    |       | Тбілісі, Руставі |
| Шида Картлі (Внутрішня Картлія) |       | Горі             |
| Південна Осетія                 |       | Цхінвалі         |
| Кахеті                          |       | Телаві           |
| Лечхумі                         |       | Цагері           |
| Мінгрелія (Самеґрело)           |       | Зугдіді, Поті    |
| Самурзакан                      |       | Галі             |
| Месхеті (Самцхе)                |       | Ахалцихе         |
| Мтіулеті                        |       | Пасанаурі        |
| Пшаві                           |       | Душеті           |
| Рача                            |       | Оні              |
| Сванеті                         |       |                  |
| Верхня Сванетія (Земо Сванеті)  |       | Местіа           |
| Ніжня Сванетія (Квемо Сванеті)  |       | Лентехі          |
| Торі                            |       | Боржомі          |
| Тріалеті                        |       | Тріалеті         |
| Тушеті                          |       | Омало            |
| Хеві                            |       | Степанцмінда     |
| Хевсуреті                       |       | Шатілі           |
| Ерцо-Тіанеті                    |       | Тіанеті          |

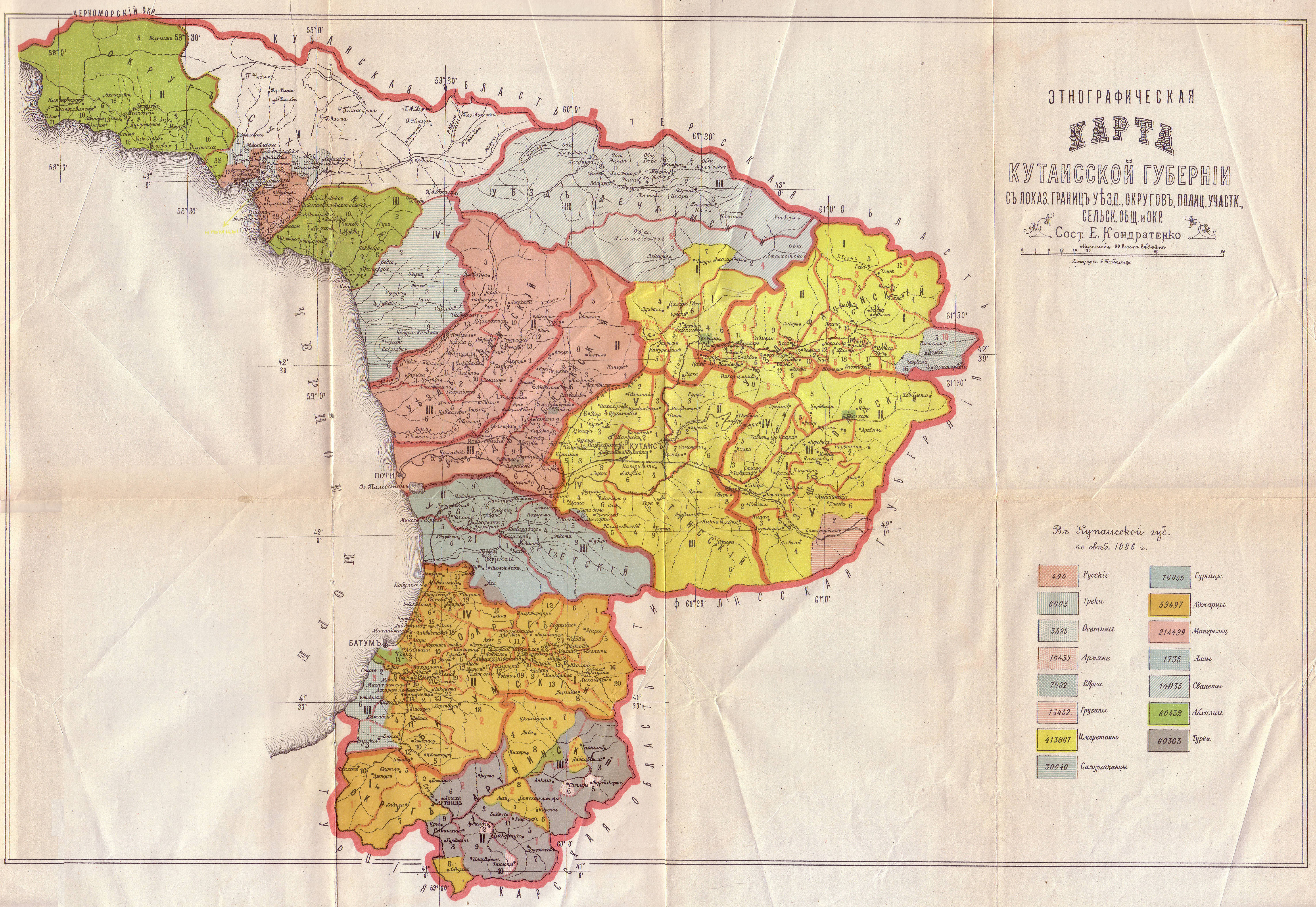
Етнографічна карта Кутаїської губернії 1886 року
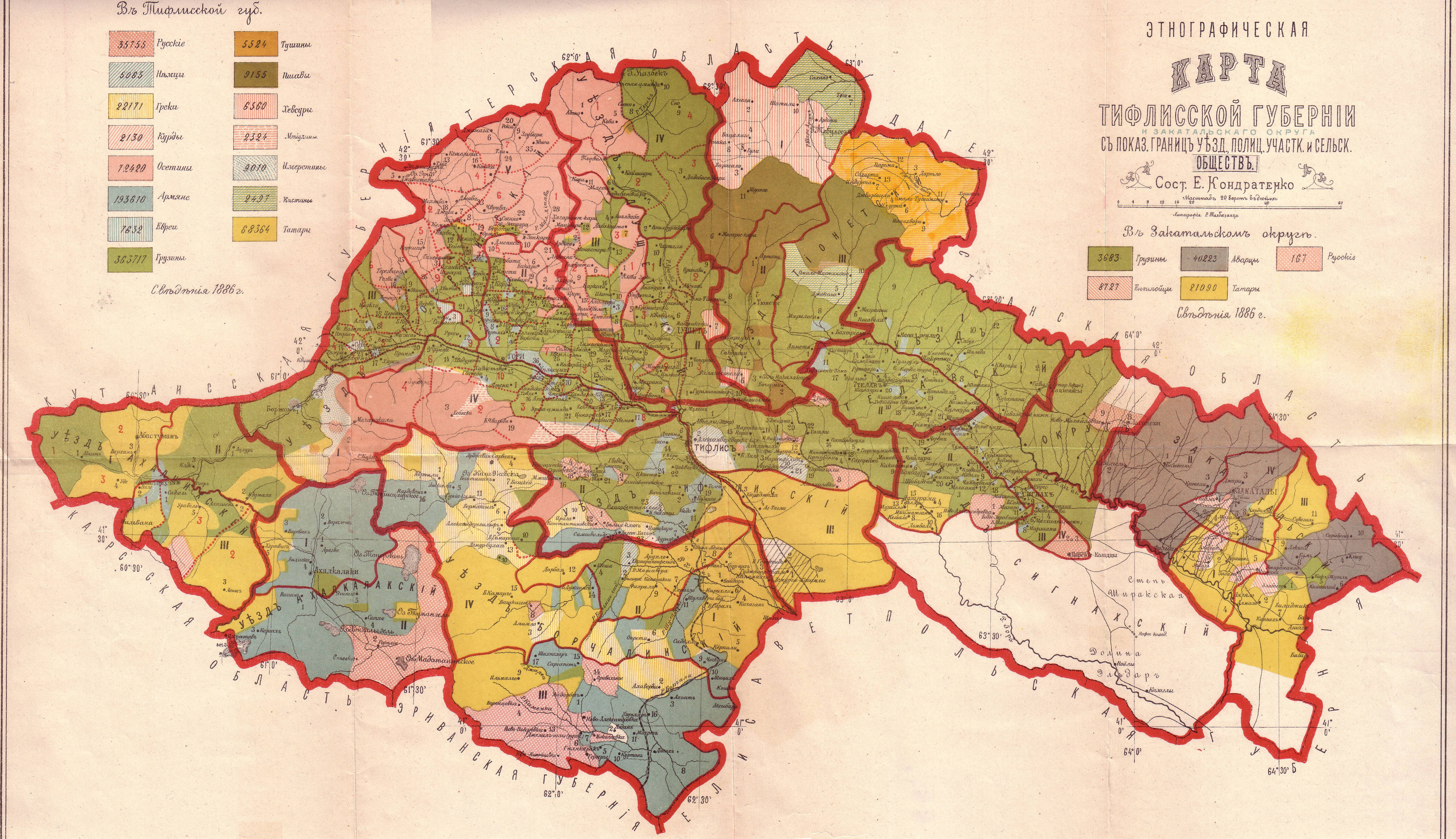
Етнографічна карта Тифліської губернії 1886 року